# Stachyris herberti
A Stachyris herberti a madarak osztályának verébalakúak (Passeriformes) rendjébe és a timáliafélék (Timaliidae) családjába tartozó faj.

## Rendszerezése
A fajt Edward Charles Stuart Baker brit ornitológus írta le 1920-ban, a Nigravis nembe Nigravis herbert néven.

## Előfordulása
Délkelet-Ázsiában, Laosz és Vietnám területén honos. Természetes élőhelyei a szubtrópusi vagy trópusi síkvidéki esőerdők. Állandó, nem vonuló faj.

## Megjelenése
Testhossza 16 centiméter.

## Természetvédelmi helyzete
Az elterjedési területe elég nagy, egyedszáma ugyan csökken, de még nem éri el a kritikus szintet. A Természetvédelmi Világszövetség Vörös listáján nem fenyegetett fajként szerepel.